# Rochelambert
Rochelambert es un barrio sevillano perteneciente al distrito Cerro-Amate.

## Historia
La ciudad fue proyectada en 1967 con el nombre "Ciudad de los Condes de la Rochelambert". Contaría con 4000 viviendas de estilo "modernista". Se construiría frente a la barriada de Juan XXIII.
La empresa promotora era Constructora Inmobiliaria Bética Sociedad Anónima (Coibesa) y la constructora Urbis. Coibesa ya tenía cierta implantación en la ciudad. Había empezado a construir en 1963 la urbanización de Santa Cecilia, de unas mil viviendas que se adquirieron rápidamente. El presidente del consejo de administración de Coibesa era Juan Carvallo Meyer, conde de la Rochelambert, y los consejeros delegados eran Marcos Orueta Arrese y Alberto Ausín Vilasaró. La sede de la empresa estaba en el Parque Residencial Oscar Carvallo, en la avenida Eduardo Dato.
El título de conde de Rochelambert que ostentaba Juan Carvallo, tiene su origen en el Alto Loira francés. Aquel linaje residía en el castillo de la Rochelambert (le château de la Rochelambert).
Desde sus comienzos, a partir de los años 70, fue poblado por gente de extracción humilde y clase obrera.
En el año 2009 el barrio salió en un programa de televisión llamado Callejeros, de la cadena Cuatro, donde se mostraban los aspectos más marginales de la zona. Este reportaje recibió una contestación negativa por parte de los vecinos. En 2011, el mismo programa hizo algo similar con el barrio sevillano de Torreblanca, lo que también fue contestado negativamente por los vecinos.
Francisco Javier Labandón Pérez, más conocido como El Arrebato, creció en este barrio sevillano, al que dedicó una canción en su sexto álbum, llamada Una novia en Rochelambert.
En cuanto a festejos populares, en mayo tiene lugar la Cruz de Mayo, con diversas actuaciones, y el Viernes de Dolores procesiona la Agrupación Parroquial Paz y Misericordia.

## Características
El barrio, con sus 4000 viviendas, podría albergar a un promedio de 20.000 personas. En el centro se situarían 14 torres de 15 plantas. El barrio contaría con escuela, zonas verdes, comercios, parroquia, cine-teatro, etc. También tiene un par de colegios y un par de institutos, que se inauguraron posteriormente.
Los nombres de las calles del barrio están dedicadas a puertos de montaña españoles: Puerto de Envalira, Puerto del Escudo, Puerto de Oro, etc. La excepción es le de su calle principal, Juan Carvallo, dedicada al conde de Rochelambert.

## Comunicaciones
Al barrio de Rochelambert se llega desde la SE-30 por la calle Ingeniero la Cierva y desde el interior de la ciudad por las calles Tarragona, Paulo Orosio o Federico Mayo Gayarre. Por el barrio discurren varias líneas de autobuses: la línea 24 que parte desde la Plaza Ponce de León, la línea 25 que parte desde el Prado de San Sebastián y la línea 52. Por su parte Rochelambert cuenta con servicio de línea nocturna de Tussam, la línea A4. En el barrio de Rochelambert se encuentra la parada de metro de Amate, aunque muy cerca también podemos encontrar las de la Plata y 1 de Mayo. 
| LÍNEA | Trayecto                           | Zona        |
| ----- | ---------------------------------- | ----------- |
| 24    | Ponce de León > Doctora Oeste      | Radial este |
| 25    | Prado San Sebastián > Rochelambert | Radial este |
| 52    | Gran Plaza > Palmete               | Periférica  |